# .tr
.tr je državna vrhnja internetna domena (ccTLD) za Turčijo. Z njo upravlja računalniški center nic.tr, ki spada pod Tehniško univerzo Srednjega vzhoda (METU/ODTÜ) iz Ankare.
Registrator nic.tr sprejema registracije na tretji ravni; daleč najbolj razširjena je generična domena druge ravni .com.tr. Poddomena .nc.tr je za samooklicano Turško republiko Severni Ciper, ki je Organizacija združenih narodov ne priznava, zato nima svoje vrhnje internetne domene.
V odmevnem incidentu decembra 2015 so hekerji z zmerno močnim napadom za zavrnitev storitve na domenske strežnike prekinili dostop do vseh 400.000 domen in odrezali državo od preostanka interneta, kar je odprlo razpravo o varnosti standardov DNS.